# Van Ling
Pour les articles homonymes, voir Ling.
Van Ling est un producteur, acteur et réalisateur américain d'effets visuels.
Il a été entre autres le producteur du film Abyss avec le producteur Gale Anne Hurd.
Il a joué dans le film Titanic (film, 1997).